# 劍魂IV
《劍魂IV》是南梦宫魂之系列的第五款遊戲，同時也是該系列中，第一款支援網路連線的遊戲，除了可以讓玩家藉由PlayStation Network或Xbox Live的服務，進行線上的對戰，另可藉由線上服務，進行遊戲內容的更新。本遊戲最先於2008年7月29日，在北美、台灣先行發布，其後才在日本、歐洲、澳洲、英國等地發行。
除了網路連線的支援，本作的模式也做了大幅的調整，原有的故事、大型機台、訓練、紀念館等模式皆有保留，並新增亡魂塔模式，讓玩家在遊戲中，享受探索寶物的樂趣；計量表也有依照性質差異，分成生命值、靈魂，與專為星際大戰角色設計的「原力值」。
參戰角色也有大幅的更新，星際大戰角色與知名動漫插畫家所設計的角色，也在本遊戲中登場，玩家甚至可以藉由角色創建模式，來自訂或風格化各類型角色。

## 遊戲方式

### 一般模式
歷代《劍魂》系列保有的傳統─「故事」（Story）、「大型機台」（Arcade）、「訓練」（Training）、「紀念館」（Museum）等模式，在本作品中仍持續保留。而「Tower of Lost Souls」（譯：亡魂塔）模式，則是本遊戲的新要素，大多數的物品都要在該模式中才能獲得，至於在以往會出現的「生存」（Survival）模式，則是以亡魂塔內的「下降」（Descend）模式取代。

### 角色創建模式
角色創建模式（Character Creation）是延續《劍魂III》原有的模式，除了武器的變換，本遊戲亦可修改角色的衣著裝扮（除魔王角色亞爾戈、名家原創角色、星際大戰角色以外）。別於前作可以見到的特殊流派，如鈴鼓、足刃、武士刀與手裡劍、鐵扇、長刀等，在本作已經被移除，因而使得該模式更能輕易入手。玩家在四代中，也可以根據喜好，為自訂角色量身打造想要的配音，甚至可以改變體格、容貌等。
但在該模式的裝備調整，卻關乎角色的各能力值，包括防具、武器，或配件（含戒指）等，都有可能會影響到該角色的攻防、生命值，或可用的技能點數。技能點對應的技能，也會因對手差異，造成不同的結果，這些結果都會在故事、亡魂塔、特殊對戰模式中反映出來。

### 動態對決戰鬥
別於歷代的版本，在四代的故事、亡魂塔模式中，去除了一般團體對戰（Team Battle）的換人方式，導入了《格鬥天王2003》中的「動態對決戰鬥」（Active Matching Battle）系統，讓玩家在多人對戰時，透過審慎的戰術，進行適當的輪替。當任一方有人被KO時，另一個對手會快速地出現，而非重開新局，直到時間結束或某方最後一人被KO為止，但這種系統只限於故事與亡魂塔模式。

### 計量表
除了慣有的生命值量表，針對新引入的「必殺終結技」（Critical Finish）所設計的「靈魂計量表」（Soul Gauge）與星際大戰角色獨有的「原力計量表」（Force Gauge），是本遊戲中的新特色。

#### 靈魂計量表
「靈魂計量表」是以有色的寶石顯示，其顏色會因為攻防狀態而有改變，一般初始狀態為綠色（裝有特定技能時則為藍色且閃白顯示），當防禦到一定程度，或者在特定模式中，以魂量發動特定技能時，魂量就會下降，甚至變成紅色且量表外框會持續閃紅，直到一方陷入「靈魂衝擊（Soul Crash）」的防禦崩潰狀態後，發動者將在一瞬間，以無視敵方生命值的「必殺終結技」結束該局，而Namco的這項設計，進而鼓勵玩家由消極防守，轉為積極攻擊。

#### 原力
原力是星際大戰角色（達斯·維達、尤達、秘密學徒）獨有的，某些招式必須配合原力才能使用，且會隨招式的破壞力，有不同程度的耗損，計量表則會在未使用原力時逐漸恢復。當原力耗盡時，玩家會在瞬間失去控制，對手會有一定機會趁隙攻擊。

#### 線上對戰
線上對戰模式是本遊戲中另一項特色，也是Namco魂之系列以來首創的模式，玩家可以透過PlayStation Network或Xbox Live的方式，進行（傳統的）一般對戰與（風格角色過後的）特殊對戰。

## 角色
註：
-  排序係依照英文開頭順序排列。

### 正規角色
- 亞斯塔羅斯
- 卡珊卓
- 艾薇
- 齊力克
- 真喜志
- 御劍平四郎
- 夢魘
- 拉斐爾
- 齊格飛
- 多喜
- 緹拉
- 沃尔德
- 香華
- 希爾妲

### 後期角色
- 艾蜜
- 賽凡提斯
- 蜥蜴人
- 洛克
- 成美娜
- 雪華
- 蘇菲緹雅
- 塔琳姆
- 吉光
- 洪潤星
- 札薩拉梅爾

### 魔王角色
- 亞爾戈[11]

### 客串角色

#### 星際大戰角色
在遊戲剛發行時，達斯·維達與尤達分別只侷限於PS3與Xbox 360平台，直至Namco宣布開放角色下載時，角色獨佔之局面即宣告結束；而遊戲《星際大戰：原力釋放》之主角─秘密學徒，則是在發行時，就已經同時在PS3與Xbox 360平台，以隱藏角色的身分登場。

#### 名家原創角色
- 雅修蘿特[13]，設計師：大暮維人
- 神斬蝕，設計師：久行宏和（日语：久行宏和）
- 修羅[14]，設計師：奥浩哉
- 雪菈薩德，設計師：出渕裕（日语：出淵裕）
- 安哥爾·菲亞，設計師：吉崎觀音

## 发行
游戏发售后一周，全球销量即突破200万。

### 特典版
特典版在各地有不同的銷售方式，因此遊戲包含的贈品內容會有所差異。美國與歐洲（英國除外）等地的特典版，是以「白金超值版」（Premium Edition）的名義進行販售，除遊戲光碟外，另包含48頁遊戲插畫繪本、純棉T-Shirt（PS3版為黑色，Xbox 360版為白色），與讓玩家自由排列對戰組合的「海報式對戰表」。白金超值版是以金屬外殼的方式呈現，發行日與正常版本相同，且在遊戲首度進行時，會自動解除各角色的最強、搞笑武器，與學生服等裝扮，在當地被稱之「附加自訂內容」（Extra Customization Content）。
紐西蘭、澳洲、英國的特典版，則是以鐵盒（SteelBook Edition）的方式呈現，附贈內容則包含4片高畫質遊戲展示影片DVD、4張遊戲桌布，與附有各角色故事背景的遊戲繪本。
在台灣，光榮資訊代理之Xbox 360的版本，是以搖桿同捆版的方式推出特典版，內容除遊戲光碟外，另包含專屬資料夾、Hori原廠大型機台搖桿，與紀念T-Shirt；PS3版本並未推出特典版，而是以主機預購禮的方式取而代之。

### 下載包
下載包是本遊戲配合網路連接的新特色，在遊戲剛發行之後，包含音樂、配件、程式更新等下載，都陸續出籠，除了音樂與角色下載外，配件、程式更新等，會依照該遊戲片所屬之地區而有差異，甚至在歐洲地區，因推出白金超值版的關係，部分下載會作出適當的調整，有些內容也會變成限定於某專屬機種才能使用。

### 相關周邊
《劍魂四》除了各種限定版附贈的商品外，遊戲攻略指南和原聲帶，也在遊戲發行後，陸續登場，但部分產品內容會因地制宜。
- Soul Calibur IV Signature Series Fighter's Guide：此一遊戲指南，是由美國BradyGames發行，提供遊戲內各種模式解析，讓玩家快速進入遊戲中，但只限於北美洲與歐洲等地[23]。

- Soul Calibur IV Limited Edition Guide：與「Soul Calibur IV Signature Series Fighter's Guide」內容相同，但有附贈紀念版CD[24]。

- （Soulcalibur IV Perfect Guide）[25]：與美國BradyGames發行之「Soul Calibur IV Signature Series Fighter's Guide」相同，但此為Softbank發行之日文版遊戲攻略。

## 遊戲音樂
在Namco的魂之系列中，遊戲音樂設計是除了遊戲暢玩度外，另一個獲得娛樂媒體重視的焦點，雖然本遊戲仍是由Namco Sound Team統籌音樂的設計，但在星際大戰角色與場地的加入後，Namco也特別採用了知名作曲家的音樂，襯托星際大戰的主題此外，在最終幻想系列擔任主力演奏的「卓越交響管弦樂團」（Eminence Symphony Orchestra）、Basiscape公司的岩田匡治、知名吉他手後藤貴德，以及曾參與《鬼武者》原聲帶演出的稻葉明德，都分別在本遊戲中，擔任客串演奏與作曲，也打破單純由Namco Sound Team一手包辦音樂設計的紀錄。

## 評價
《劍魂IV》在大多數的遊戲媒體評價中，多半是正面的，當中包括高畫質影像、角色創建、線上對戰等要素。而歐美地區的評論員也表示，這款遊戲對於新手或是格鬥遊戲的專家而言，都可輕易上手，當中也包含單人挑戰「亡魂塔」模式。
但IGN評論員Ryan Clements指出，「星際大戰角色」的設計並不平衡，特別是尤達的體型，與祕密學徒的荒唐亂入，這是該遊戲的弊病；另外，玩家也對於三代以前既有的團隊對戰模式（Team Versus Mode）的移除感到困惑與失望。

## 外部連結
- 國際官方網站（英文）
- 日本官方網站（页面存档备份，存于）（日語）
- NBGI的介紹頁面（页面存档备份，存于）（英文）
- 官方宣傳網站（英文）
- PlayStation台灣網站介紹頁
- Xbox台灣網站介紹頁
- 互联网电影数据库（IMDb）上《劍魂IV》的资料（英文）（英文）